# 냉동탑차

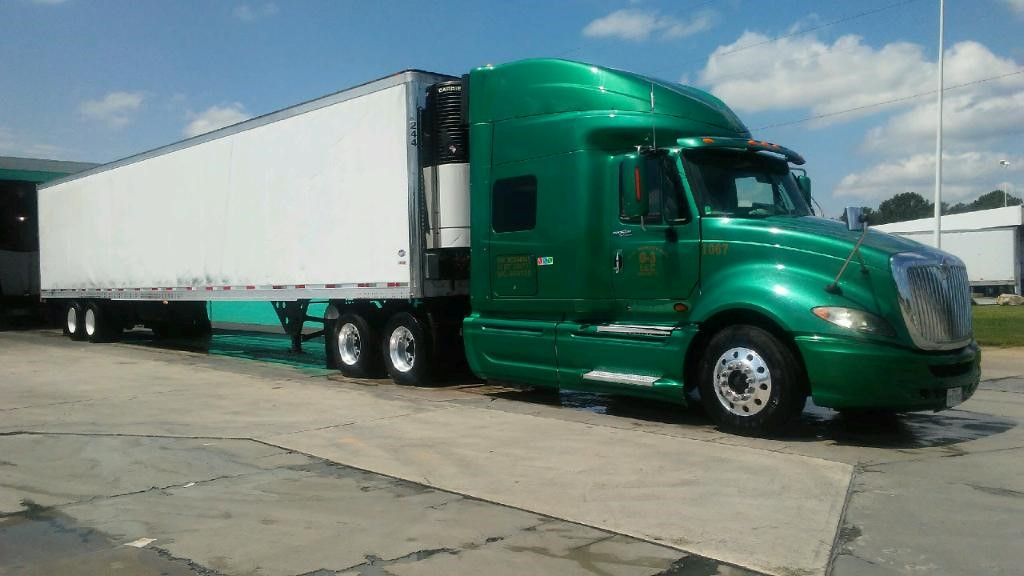

냉동탑차 또는 냉동냉장차, 냉동차(Refrigerator truck)는 부패하기 쉬운 화물을 저온에서 운반하도록 설계된 승합차 또는 트럭이다. 대부분의 장거리 냉동탑차 운송은 냉장 하드사이드(박스) 세미트레일러를 당기는 굴절식 트럭에서 이루어지지만 일부 국가에서는 단열 커튼사이더가 일반적이다. 가끔 냉장 트레일러가 임시 영안실로 사용되기도 했고, 단열재와 차량으로서의 기존 상태로 인해 중고 냉장 트레일러가 소형 주택 개조용으로 판매되는 경우도 많다.

## 역사
최초의 성공적인 기계식 냉동탑차는 1925년에 아이스크림 산업을 위해 제작되었다. 미국 발명가 프레더릭 맥킨리 존스(Frederick McKinley Jones)는 냉동탑차를 발명한 최초의 사람으로 알려져 있다. 2010년 전 세계적으로 약 400만 대의 냉장 도로 차량이 사용되었다.

## 같이 보기
- 저온 유통
- 냉장차
- 빙장선